# Serend
Serend（セレンド）は、インターネットから利用できるソーシャル・ネットワーキング・サービス（SNS）。個々のユーザーが、日常の出来事や学校の話題から、趣味やスポーツのニュースまで、世の中で起こっているさまざまなトピックについて、100字以内のテキストの投稿を通じて「リアルタイム」に会話し、コミュニケーションを行う。日本のParmy社(代表取締役 納家一寛)が開発し、2009年6月にサービスを始めた。2011年4月からは、「同級生SNSのセレンド」とし、学校のつながりをひとつの軸とした実名コミュニケーションの場となっていた。2011年9月20日にサービス提供は終了した。公式発表では会員数300万人(2010年4月1日)、または5万人(2011年5月1日)とされていた。

## 概要
セレンドはユーザーのつぶやきをベースとしたSNSである。セレンドでは、「日常」「ニュース」「スポーツ」「芸能」「IT」「音楽」などのカテゴリーがあらかじめ設けられている。ユーザーは、気になる情報や好きなカテゴリーの会話に気軽に参加することができる。
具体的には、個々の発言は100字以内で行われ、任意のウェブサイトのURLや、画像を添付することができる。また、それぞれの発言に対して、他のユーザーがコメントすることができる。100字という仕様上の特徴から、スピーディーで直感的な「生の声」が投稿される傾向にある。
つぶやき以外にも、長文を投稿できる「ブログ」や今いる場所を投稿する「ココセレ」、ユーザー同士のやりとりの仕組みである「見えメール」「コピメール」「直メール」といったいくつかの投稿バリエーションが提供されており、目的に応じて利用されている。
セレンドは実名主義を掲げており、会員登録時に「名前」「性別」「年齢」「学校名」などを入力することが必須となっている。これについては、「人と人がよりつながっていき、健全に交流していくためには、相手の身元が明らかであることが必要。これにより、自分がつながるべき人が誰であるのかが明らかになり、相手からも自分を探してもらいやすくなる」としている。
また、ユーザーはお互いの承認のもと、ともだち登録することができる。これによりお互いがコミュニケーションをとりやすくなるが、実名主義・学校登録というポリシーと相まって、学校を始めとした現実でのつながりがセレンド内でも形成される傾向にある。

## 名前の由来
Serend（セレンド）という名前は、Serendipity（セレンディピティ）という言葉に由来している。セレンディピティとは、「何かを探している時に、探しているものとは別の価値あるものを見つける能力・才能」を指す言葉である。「Serendは、他のユーザーとの様々な会話の中で、新しい発見、新しい感動を見つけられる、そんなサービスでありたい」と述べられている。

## 沿革
- 2009年6月　試験運用開始
- 2009年8月20日　一般公開[4]
- 2009年12月7日　芸能人によるミニブログ開始[5]
- 2011年2月10日　つながれ母校選手権開始
- 2011年8月31日　サービス停止を告知
- 2011年9月20日　サービス停止

## 機能
つぶやき
任意のカテゴリーの中で、今考えていることや気になること、話題のトピック、今していることなどについてのつぶやきを投稿すること。また、その投稿そのもの。一つ一つのつぶやきは100文字以内とされ、URLや画像を添付することができる。
コメント
気になったつぶやきに対して、100文字以内でレスポンス（反応）を返すこと。コメントはつぶやきに紐づくスレッド型で表示されるため、会話の流れが分かりやすいという特徴がある。
ともだち
セレンド上の任意のユーザーをともだちとしてまとめることができる機能。ともだちの登録には相手の承認が必要となっている。ともだち登録したユーザーのつぶやきはホームに表示され、簡単に見ることができる。
ココセレ
自分が今いる場所をつぶやくこと。またはその機能のこと。つぶやきとは別に管理されており、ともだちが今どこで何をしているのかという情報を確認しやすくなっている。
ブログ
100文字のつぶやきで表現しきれない場合、ブログとして長文を投稿することができる。一般的なブログと同様、文章中に写真やリンクを挿入したり、絵文字を使うことができる。
見えメール
相手を指定したつぶやきのこと。基本的なしくみはつぶやきと同じで相手以外にも見えるが、見えメールを受け取った相手に通知されるようになっている。
コピメール
すでに投稿されている別のつぶやきを引用してつぶやくこと。コピメールとして投稿することにより、元のつぶやきも一緒に参照できるようになる。
お気に入り
お気に入りのユーザーを保存しておくことができる機能。お気に入り登録したユーザーの発言は、「お気に入りのユーザー」ページで確認することができる。ともだちと違い相手の承認が必要無いため、知り合いでないけれど気になる人や、芸能人などを登録することが推奨されている。
マイページ
自分のプロフィールや、過去の投稿が表示されるページ。プロフィールには画像を一枚登録することができる。セレコレという機能を使うことで、マイページのデザインを自分の趣味・嗜好に合ったものに変更することができる。
学校・同級生検索
セレンドでは自分の母校を1校以上登録することが必須となっており、学校の同級生や先輩・後輩などを見ることができる。また、学校ごとにその学校を母校登録しているユーザーのつぶやきをリスト化して見ることができる。
セレコミュ
セレンド内でテーマを決めて作られたコミュニティのこと。趣味について語りあうセレコミュや特定の芸能人を応援するセレコミュなどが作成されている。ユーザーは自分の好きなセレコミュに参加しつぶやくことができるが、管理者が設定することにより、参加を承認制にしたり参加者以外に内容を非公開とすることができる。
プライバシー設定
つぶやき、ブログなどの投稿や基本プロフィールなどについて、ユーザー自身が公開範囲を指定することができる。範囲は全体公開、ともだちのともだちまで公開、ともだちまで公開、非公開から選択する。

## 利用方法
パソコン、携帯電話のどちらからアクセスしても利用することができる。携帯電話については、2011年4月現在、主要3キャリアに対応している。Apple製の携帯電話「iPhone」向けの専用アプリケーションも提供されており、iPhoneやiPod touchからは専用アプリケーションからの利用も可能となっている。その他のスマートフォンからはパソコン向けサイトを利用する必要がある。

## 参加方法
セレンドは無料のサービスである。名前や学校などのプロフィール情報とメールアドレス、パスワードを登録することで使える。登録する手順はパソコン/携帯電話共に以下の通り。
1. セレンドにアクセスし、「新規会員登録はこちら」または「無料新規登録はこちら」をクリックする。
2. パソコン向けサイトの場合登録するメールアドレスを入力し送信する。携帯向けサイトの場合指定されたリンクから空メールを送信する。
3. サイトから登録用のURLが送られてくるのでそのURLにアクセスする
4. プロフィール情報を入力し次に進む
5. 母校を検索して探し、選択する
6. 確認画面で内容を確認し、登録を完了する

## つながれ母校選手権
2011年2月10日より、セレンド内で「つながれ母校選手権」というAKB48とコラボしたキャンペーンが行われていた。「つながれ母校選手権」は、学校ごとのセレンド登録者数を競うキャンペーンで、登録者数が一番多かった学校が優勝となり、優勝校ではAKB48による無料ライブが開催される。全国の総計 20,571 校（中学校：11,816 校、高校：6,262 校、大学：2,493 校）の在校生、卒業生が対象となる。
キャンペーン期間は2011年2月1日から2011年7月7日の予定となっており、優勝校以外にもサプライズが用意されているとアナウンスされていた。
しかし開始から1ヶ月後の3月11日、東日本大震災が発生したため3月末に予定されていた中間発表が延期となり、5月に中止が発表された。イベント予算は全額が「誰かのために」プロジェクトの被災地慰問ミニライブ経費に当てられている。

## 利用している主な芸能人
2011年4月現在、以下の芸能人(グループ)がセレンドを利用している。
- Berryz工房
- ℃-ute
- NICE GIRL プロジェクト!
- つんく♂